# 合东水库
合东水库是中国湖南省湘乡市壶天镇的一座水库。总面积2.07平方千米，蓄水量2800000立方米。水坝高39米。

## 功能
合东水库主要提供灌溉用水，也是饮用水源保护区。
合东水库也是钓鱼和散步的地方。